# Centre d'entraînement naval de San Diego
Naval Training Center San Diego
Le Centre d'entraînement naval de San Diego (en anglais : Naval Training Center San Diego ou NTC San Diego) (1923-1997) est une ancienne base navale de l'US Navy située à l'extrémité nord de la baie de San Diego, communément appelée « boot camp ». Le site du centre d'entraînement naval est inscrit au registre national des lieux historiques (5 juillet 2001), et de nombreuses structures individuelles sont désignées comme historiques par la ville de San Diego.
La base a été fermée par la Base Realignment and Closure (BRAC) de 1993 à la fin de la guerre froide. C'est maintenant le site de Liberty Station, une communauté à usage mixte réaménagée par la ville de San Diego.

## Origines
Au milieu des années 1920, la ville de San Diego espérait renforcer ses liens économiques avec l'armée et offrit à la marine plus de 81 ha de terrain à Point Loma, à l'extrémité nord de la baie de San Diego, pour l'inciter à déplacer le centre de formation des recrues de San Francisco. William Kettner (en), alors membre du Congrès, est accrédité pour favoriser l'établissement du centre d'entraînement naval et d'autres bases de la marine à San Diego. Le Congrès a autorisé le centre en 1919, la construction a commencé en 1921 et la base a été mise en service en 1923.

## Construction et agrandissement

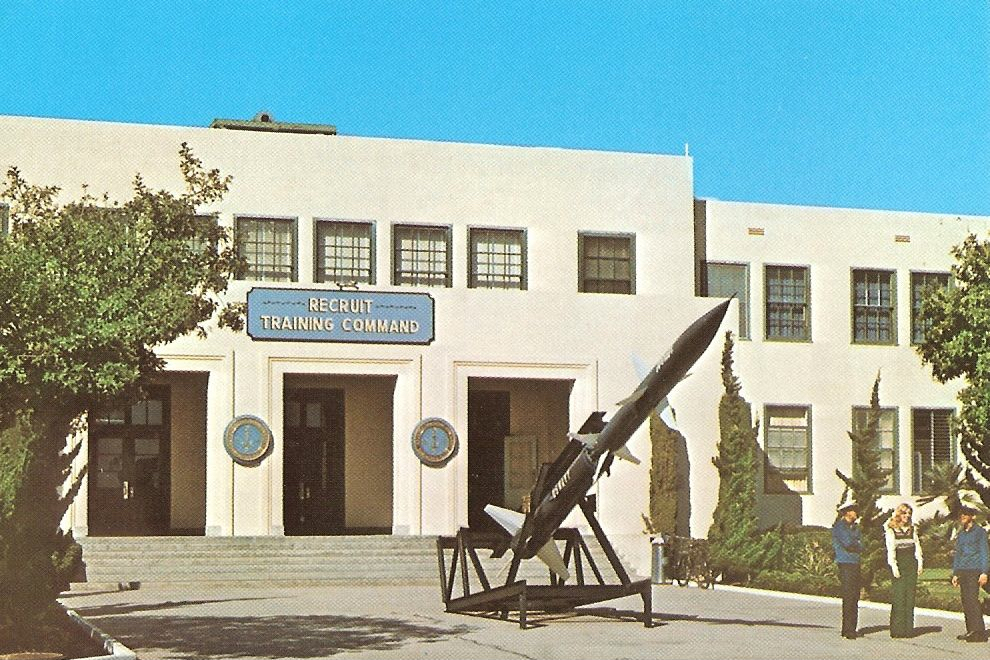
Boot Camp en 1980

Tout au long de ses 70 ans d'histoire en tant que base militaire, la mission du Naval Training Center (NTC) de San Diego était de fournir une formation primaire, avancée et spécialisée aux membres de l'US Navy et de l'United States Navy Reserve. À l'appui de cette mission, le centre s'est agrandi pour inclure 300 bâtiments avec près de 279 km2. Lors de la conception des premiers bâtiments de la station de formation, l'architecte Frank Walter Stevenson a adopté le style Mission Revival. Les bâtiments initiaux (maintenant le noyau historique) étaient orientés selon deux axes principaux nord-sud. En quelques années, les améliorations du port ont approfondi le chenal et les mouillages de la baie de San Diego. Le développement de la base s'est déroulé par phases, souvent en réponse directe aux priorités de la défense nationale. En conséquence, il n'y avait pas de plan global pour le centre, et les bâtiments sont dispersés dans toute la base ou existent en petits groupes. La base s'est finalement étendue à près de 220 ha.
Pendant la Seconde Guerre mondiale, la base abrita jusqu'à 33 000 hommes, dont 25.000 recrues. Dans la période d'après-guerre, la population de base est tombée à un minimum de 5 800 hommes; mais la base a atteint un pic de population de 40 000 pendant la guerre de Corée. En 1952, un financement a été approuvé pour convertir six casernes de recrues en salles de classe et pour agrandir les installations de formation des recrues grâce à la construction d'un camp de recrues permanent sur la propriété non développée située au sud et à l'est de l'estuaire. Les six salles de classe des recrues sont entrées en service en 1953. La construction du nouveau camp, plus tard nommé camp Nimitz, s'est achevée en 1955. Cette nouvelle base pour les recrues fournissait initialement 16 casernes pour 3.248 marins. Il y avait aussi une cuisine avec huit ailes de réfectoire différentes assez grandes pour accueillir 5.000 marins.

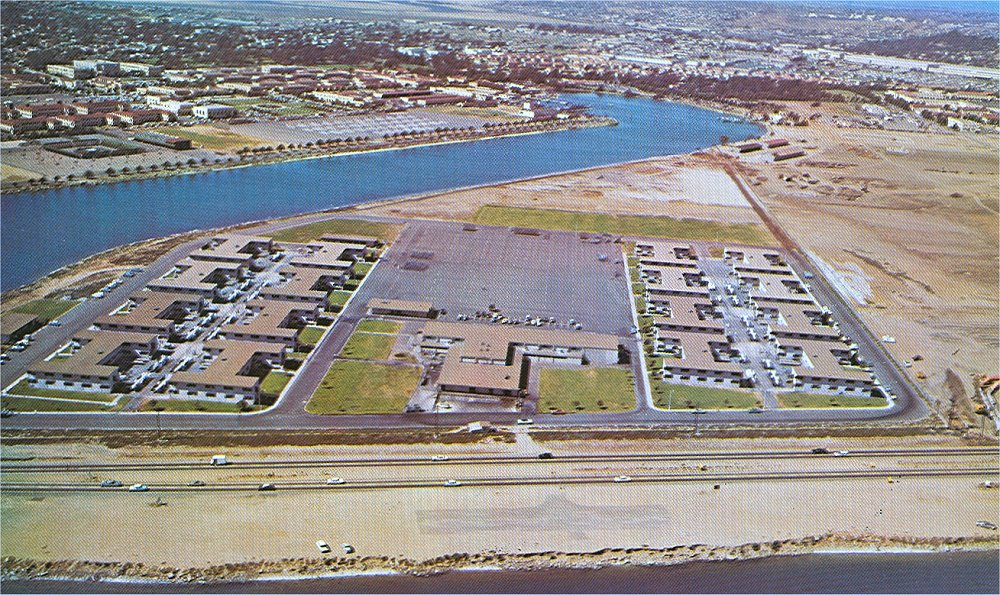
Camp Nimitz, vers 1964

À la fin de 1965, une nouvelle demande de personnel à former pour équiper des navires supplémentaires et des cantonnements à l'étranger est mise en service pour la guerre du Vietnam, faisant grimper la population de recrues à plus de 18 000 hommes. Parallèlement, les plans et projets d'expansion se sont poursuivis avec la pose des fondations d'un nouveau mess de 8 000 hommes adjacent à Bainbridge Court. De plus, un programme ambitieux étalé sur cinq ans prévoyait une modernisation et une construction de nouvelles salles de classe pour 31 écoles d'apprentis de classe «A» et avancées, des installations administratives et des casernes pour. Ces mises à niveau ont été achevées en 1970.
Au début des années 1990, San Diego abritait plus d'un sixième de l'ensemble de la flotte de la Marine. San Diego comptait plus d'une douzaine d'installations militaires majeures, représentant près de 20 % de l'économie locale avec plus de 133 000 membres du personnel en uniforme et 30.000 autres civils dépendant de l'armée pour leur subsistance.

## Contribution à l'économie locale
Rien que dans la masse salariale annuelle du personnel militaire et civil, le centre naval a contribué près de 80 millions de dollars à l'économie de San Diego, selon le budget proposé par la Marine pour 1994. Chaque année, plus de 28 000 visiteurs sont venus aux remises de diplômes, et 80 % de ces visiteurs venaient de l'extérieur de la ville, contribuant près de 7 millions de dollars par an à l'économie locale. Au-delà de ces dépenses salariales et de visiteurs, la Marine a dépensé 10 millions de dollars supplémentaires pour les contrats de soutien aux opérations de base.

## Caractéristiques uniques

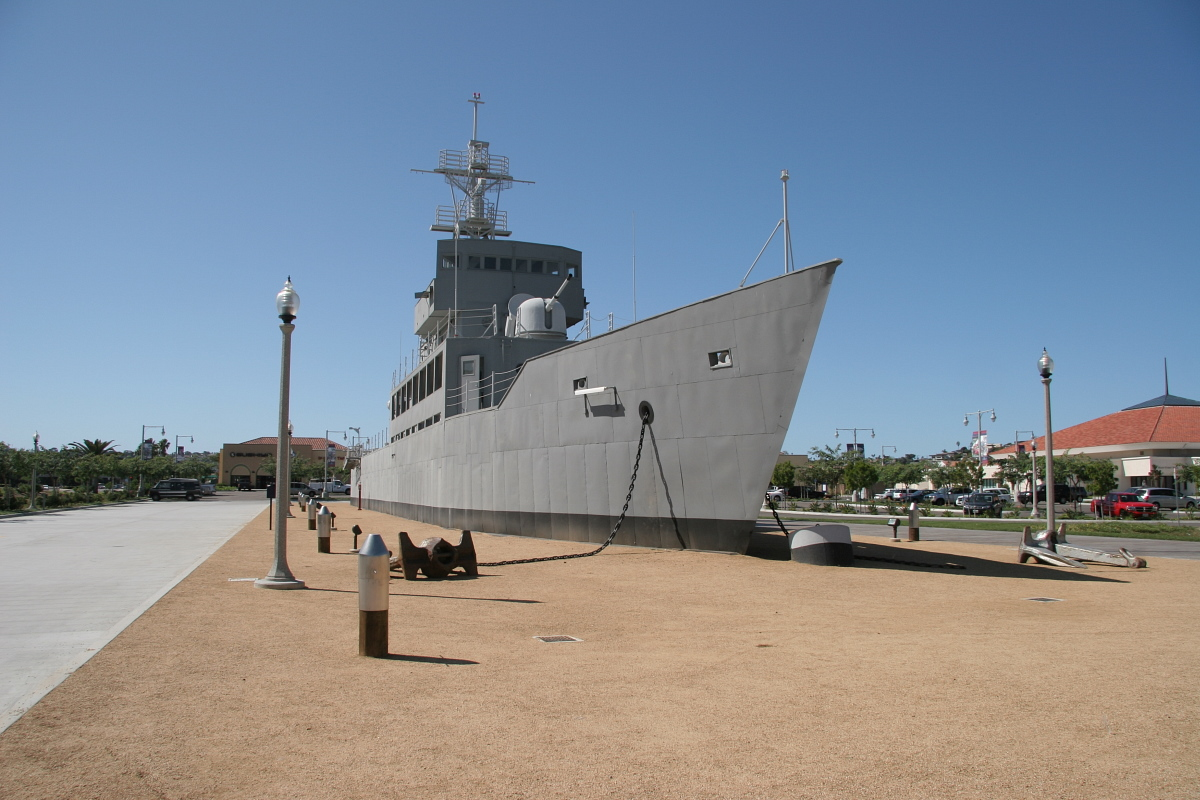
USS Recruit à Liberty Station

La base abrite toujours un « non-navire », l'USS Recruit (TDE-1) (en), un modèle aux deux tiers enclavé d'un navire de guerre, une structure en béton construite directement dans le sol. Construit en 1949 et mis en service comme navire régulier à cette époque, il servait à enseigner les procédures de bord aux recrues. Il a été désarmé en 1967 mais a continué à servir de centre de formation. En 1982, il a été reconfiguré d'un modèle de destroyer-escorteur en une frégate de missiles guidés. Le Recruit, affectueusement surnommé l'USS Neversail, est maintenant inoccupé et se trouve sur le terrain de Liberty Station. Il a été proposé comme musée maritime, mais il n'y a actuellement aucun plan défini pour son avenir.
À l'extrémité nord de la base se trouve un parcours de golf de 9 trous, le Sail Ho Golf Course. Il a été construit dans les années 1920 en tant qu'installation de loisirs pour la base. Il est maintenant exploité de manière privée et ouvert au public. Une caractéristique inhabituelle du terrain de golf est une paire de tombes discrètes entre deux fairways, où un ancien commandant et sa femme sont enterrés.

## Fermeture de base

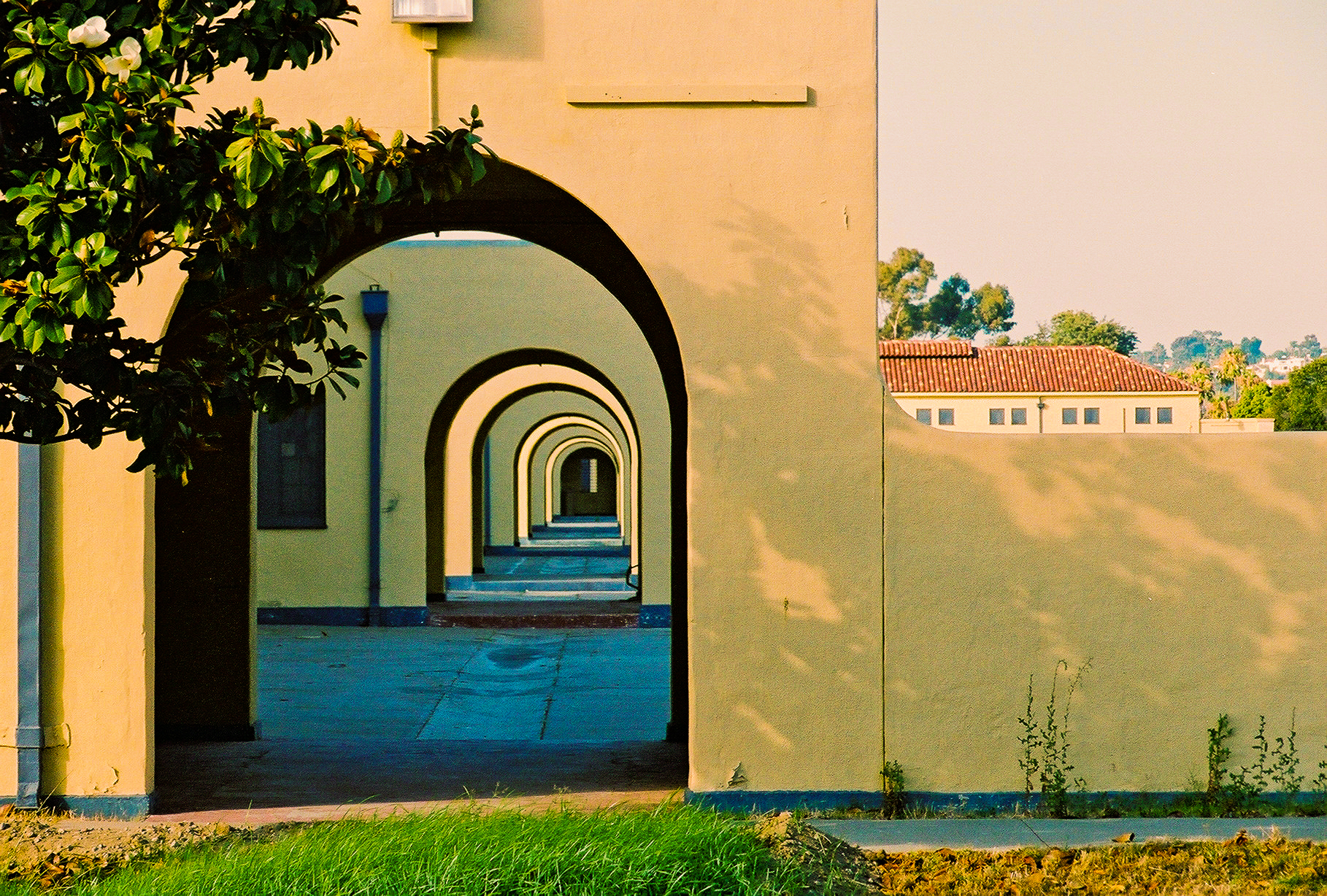
Base en 2012

La fin de la guerre froide a entraîné une réduction des effectifs militaires et la nécessité de fermer les bases excédentaires. En 1993, la Commission fédérale de réalignement et de fermeture de la base a prévu la fermeture du centre. Depuis 1994, la base navale des Grands Lacs dans l'Illinois est le seul centre de formation de base de la Marine.
La Marine a progressivement fermé les installations du centre. Au fur et à mesure que les fonctions militaires de la base diminuaient, le budget de la Marine diminuait également. Craignant que le manque d'activité sur la base n'entraîne des problèmes de sécurité, la ville et la marine ont conclu un contrat de bail principal en 1995 permettant à la ville d'utiliser provisoirement 27 ha de la base. L'accord a ensuite été modifié pour inclure plus de la moitié de la propriété, avec environ 75 bâtiments occupés par des utilisateurs provisoires. Ces bâtiments ont été sous-loués par la ville à diverses parties, notamment des sociétés cinématographiques, des organisations à but non lucratif, des services municipaux et de petites entreprises. De plus, la location provisoire a permis à la ville de maintenir les bâtiments et les zones paysagères à un niveau d'entretien plus élevé que ce qu'un budget en baisse pourrait fournir. La marine a officiellement fermé le NTC le 30 avril 1997 et toutes les opérations militaires ont cessé.
La partie la plus au sud de la base n'a pas été fermée mais a été conservée par l'armée sous le contrôle de la base navale de Point Loma. Les installations encore à usage militaire comprennent une clinique médicale, un petit magasin Navy Exchange et une station-service. En outre, 500 logements militaires ont été construits.

## Dans la culture populaire
La base, avant et après la fermeture, a servi de décor à plusieurs films, dont Le Cri de la victoire, Voici la marine, Top Gun et le film d'Abbott et Costello Deux Nigauds marins (une chanson dont We're in the Navy Now , est devenu l'air d'entraînement officiel du Centre d'entraînement naval). L'émission télévisée Pensacola: Wings of Gold , bien que censée se dérouler à Pensacola, en Floride, a en fait été tournée dans la région de San Diego ; avec l'ancien bâtiment de commandement du NTC alors fermé et utilisé comme décor pour un quartier général de la Marine. Le parchemin d'ouverture de la sitcom télévisée C.P.O. Sharkey (en) a été filmé au Naval Training Center.